# Lexus UX
Lexus UX (укр. Лексус Уікс) — це компактний люксовий кросовер японського виробника автомобілів Lexus.

## Опис

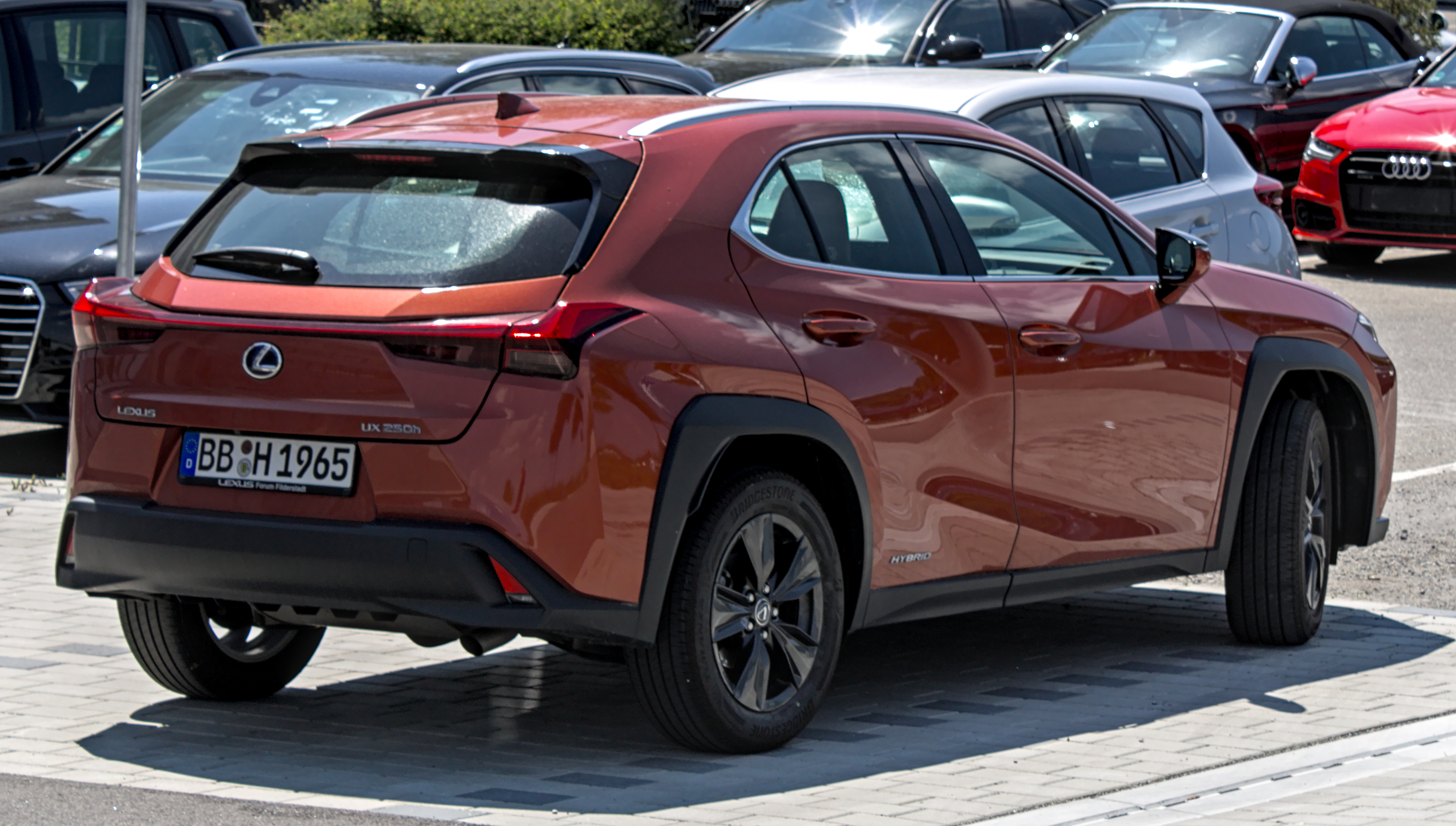
Lexus UX 250h

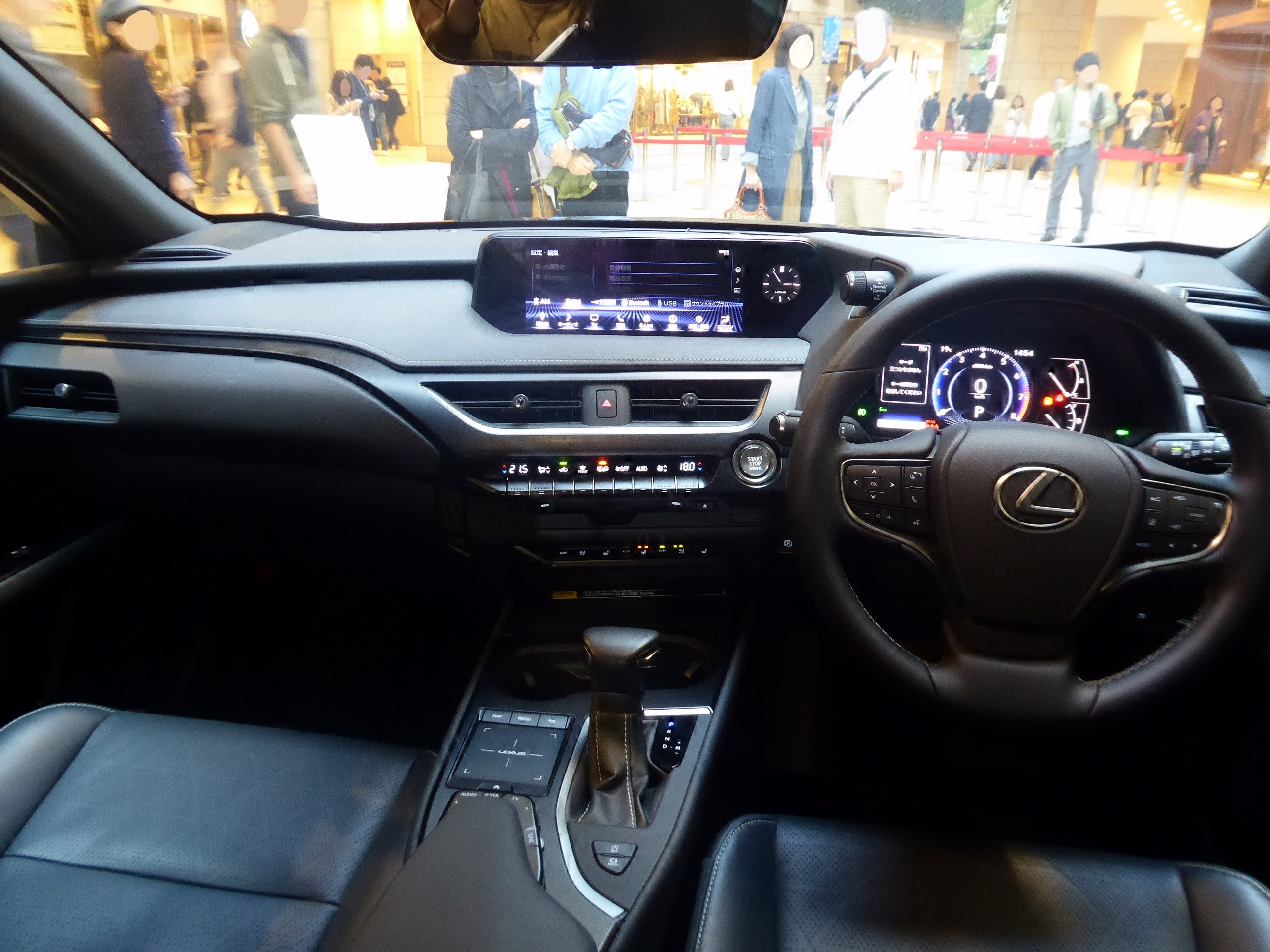
Lexus UX200

В березні 2018 року на автошоу в Женеві дебютував Lexus UX. Автомобіль збудовано на шасі GA-C (стійки McPherson спереду і подвійні поперечні важелі ззаду). GA-C — одна з платформ архітектури TNGA і використовується в Toyota Prius, Toyota C-HR і Toyota Auris, майбутній Toyota Corolla.
На версії UX 200 покупці побачать новий дволітровий мотор A20A-FKS з високим тепловим ККД (близько 40 %), регульованими фазами на впуску («інтелектуальна» система VVT-iE), масляним насосом змінної продуктивності і просунутою системою охолодження. Мотор буде доступний з принципово новим варіатором Direct Shift CVT. Він оснащений стартовою передачею на основі пари шестерень, як у «механіки» або «робота», а після початкового розгону переходить на варіаторну частину. Так вдалося розширити діапазон передавальних чисел, поліпшити відгук на газ і підвищити економічність.
Друга новинка під капотом: гібридна система четвертого покоління на основі дволітрового ДВЗ високої ефективності (адаптація вже згаданого вище мотора). Разом з електродвигуном він розвиває 178 к.с. і приводить в рух передню вісь через безступінчату трансмісію. У вигляді опції такому гібриду з індексом UX 250h покладено електричний повний привід E-Four з окремим електродвигуном на задній осі.
Система доповнено новою нікелево-металогідридною батареєю, яка компактніша за колишню (поміщається під задніми кріслами і не заважає багажнику) і оснащена поліпшеною системою охолодження. А керує всім цим комплекс систем Predictive Efficient Drive і Predictive State of Charge. Він аналізує стиль водіння і пророкує зміни в трафіку, а також умови на маршруті, вибираючи оптимальний режим роботи установки для найбільшого заряду батареї.
З алюмінієвих сплавів тут виконані бічні двері, крила і капот, а п'яті двері — з полімеру. Для збільшення жорсткості кузова крім звичайної зварювання використана лазерна, а також клейові з'єднання. Автомобіль отримав останнє покоління комплексу безпеки Lexus Safety System +.

### UX 300e

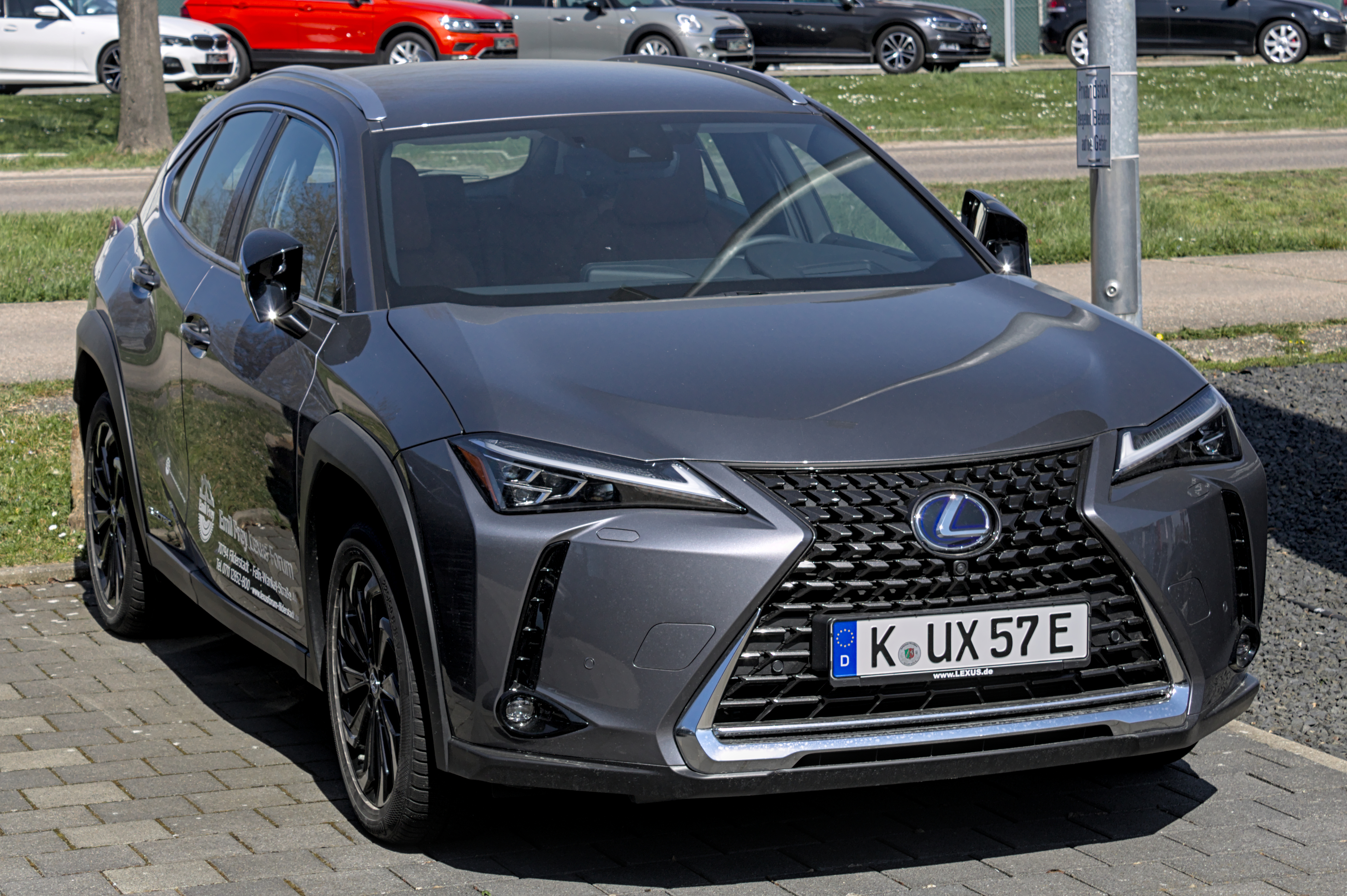
Lexus UX 300e

У листопаді 2019 року Lexus представив повністю електричний UX 300e на автосалоні в Гуанчжоу в Китаї. Запуск виробництва відбувся 11 січня 2021 року. Lexus дає десятирічну гарантію на акумулятор.

## Комплектації
Є три комплектації: базова, Luxury і F-Sport. Базова модель має обшивку зі штучної шкіри, набір безпеки «Lexus Safety System 2.0+», двозонний клімат-контроль, передні сидіння з вісьмома автоматичними режимами налаштування, світлодіодні фари та режими управління. За розваги відповідають 7.0-дюймовий дисплей, Apple CarPlay і Amazon Alexa, чотири USB порти та Wi-Fi. Пакет «Premium» додасть люк даху, підігрів і вентиляцію передніх сидінь та склоочисники з сенсорами дощу. Модель Luxury також має моніторинг сліпих зон, електропривод дверей багажника, акустичне вітрове скло плюс усі елементи пакету «Premium». Модель F-Sport додає спортивно налаштовану підвіску, перемикачі на кермі та 8.0-дюймовий дисплей. Окремо доступні 10.3-дюймовий дисплей з навігацією, аудіосистема на 8 динаміків, проєкційна приладова панель на вітровому склі, дзеркало заднього виду з автоматичним затемненням, бездротова зарядка та підігрів керма.
У 2021 році Lexus додав до списку стандартного оснащення UX моніторинг сліпих зон.

## Двигуни
- UX 200 2.0 л A20A-FKS I4 171 к.с. 205 Нм
- UX 250h 2.0 л A20A-FKS hybrid I4 + синхронний електродвигун 3NM 178 к.с. 202 Нм
- UX 300e синхронний електродвигун 4KM 204 к.с. 300 Нм батарея 54,3 кВт*год пробіг 400 км по циклу NEFZ

## Продажі
| рік  | США (hybrid)    | Європа (hybrid; EV)    |
| ---- | --------------- | ---------------------- |
| 2018 | 453 (66)        |                        |
| 2019 | 16,725 (8,603)  | 20,943 (19,056)        |
| 2020 | 16,962 (11,818) | 16,850 (15,751)        |
| 2021 | 17,581 (12,672) | 21,144 (17,261; 2,987) |
| 2022 | 10,237 (6,884)  | 14,559 (12,450; 1,519) |